# Гонсалес-Синде, Анхелес
А́нхелес Гонса́лес-Си́нде (исп. Ángeles González-Sinde; род. 7 апреля 1965, Мадрид) — испанский режиссёр кино и рекламы, сценарист, переводчик, писательница, актриса. С апреля 2009 года по декабрь 2011 года занимала пост министра культуры Испании в правительстве Сапатеро.

## Биография
Гонсалес-Синде — выпускница Университета Комплутенсе, где она изучала античную культуру. Она также обучалась на сценарном отделении Американского института киноискусства в Лос-Анджелесе. В 2006 году была избрана председателем Испанской академии искусств и кинематографии, основанной её отцом Хосе Марией Гонсалес-Синде. Лауреат премии «Гойя». Была назначена на пост министра культуры 7 апреля 2009 года и занимала его вплоть до роспуска правительства по итогам парламентских выборов 2011 года. На этом посту в новом правительстве Испании под руководством Мариано Рахоя её сменил Хосе Игнасио Верт.

## Работа в кино
Фильмы по её сценариям снимали  Рикардо Франко, Херардо Вера, Луис Пуэнсо и др. режиссёры.

## Признание
Лауреат премии Гойя как сценарист (1997) и режиссёр (2003). Большой крест Ордена Карлоса III (2011).